# Adebayo Akinfenwa
Saheed Adebayo Akinfenwa (* 10. Mai 1982 in Islington) ist ein ehemaliger englisch-nigerianischer Fußballspieler. Der Stürmer stand zuletzt bis Mai 2022 bei den Wycombe Wanderers unter Vertrag. Der Hobbybodybuilder gilt mit über 100 kg Körpergewicht als „stärkster Fußballprofi der Welt“.

## Karriere
Akinfenwa spielte fast seine ganze Karriere in der dritten oder vierten Liga in England, u. a. für Swansea City, Northampton Town und den FC Millwall. Zudem kam er zu zwei Einsätzen in der Europa-League-Qualifikation für den litauischen Verein Atlantas Klaipėda in der Saison 2001/02 sowie in der Saison 2003/04 auf ebenfalls zwei Einsätze in der Champions-League-Qualifikation mit Barry Town.
In der Saison 2014/15 spielte er für den viertklassigen AFC Wimbledon, mit dem er in der Spielzeit 2015/16 den Aufstieg in die dritte Liga schaffte. Ab der Saison 2016/17 spielte er für die Wycombe Wanderers. Mit dem Verein stieg er am Ende der League One Saison 19/20 über die Play-offs durch einen 2:1-Sieg über Oxford United in die zweitklassige EFL Championship auf. Im Mai des Jahres 2022 beendete er seine Karriere.

### Sonstiges
Akinfenwa gilt aufgrund seines Körperbaus und Humors im englischen Fußball als Kultspieler. Als er 2013 von einem Polizisten angehalten wurde, fragte dieser ihn nach seinem Beruf, den Akinfenwa mit „Fußballer“ beantwortete. Erst nach mehrmaligem Nachhaken wurde dem Polizisten bewusst, dass er mit „Football“ nicht American Football, sondern Fußball meinte. Seine Oberarme sind nachweislich größer als die Oberschenkel des Fußballers John Terry. Akinfenwa präsentiert in sozialen Netzwerken „Beast-Mode“-Videos, die ihn beim Krafttraining zeigen. Als Anlehnung darauf tragen seine Fans im Stadion T-Shirts mit der Aufschrift „Beast Mode“.
Unmittelbar nach dem Aufstieg mit dem AFC Wimbledon, zu dem er das Siegtor beisteuerte, beantwortete er einem Journalisten die Frage nach seinem Verbleib in der Mannschaft mit „Ich glaube, ich bin jetzt arbeitslos. Liebe Trainer, wenn ihr einen Stürmer sucht, dann schickt mir eine Nachricht über WhatsApp!“, da sein Vertrag mit dem Verein zum Saisonende auslief.
Seine Bewegungsdefizite gleicht Akinfewa mit wuchtigen Schüssen und Toren aus, die oft spektakulär einschlagen und frenetisch gefeiert werden.
Auf die Frage hin, ob er sich vorstellen könne für die englische Nationalmannschaft aufzulaufen, sagte er: „Sie müssen vor jedem Spiel Hühnchen servieren, dann bin ich dabei.“

## Erfolge
Barry Town
- Walisischer Meister: 2003
- Walisischer Pokalsieger: 2003

Swansea City
- Football-League-Trophy-Sieger: 2006

AFC Wimbledon
- Aufstieg in die Football League One: 2016

Wycombe Wanderes
- Aufstieg in die Football League Championship: 2020

## Auszeichnungen
- PFA Team of the Year: 2018 (League Two)